# Ischitella
Ischitella là một đô thị thuộc tỉnh Foggia trong vùng Puglia của Italia. Ischitella có diện tích 86  km², dân số 4558 người
Đô thị này có các làng sau: Foce Varano.
Đô thị Ischitella giáp với các đô thị sau: Cagnano Varano, Carpino, Rodi Garganico, Vico del Gargano.